# The Wonder of You
«The Wonder of You» es una canción escrita por el compositor estadounidense Baker Knight. Fue grabada originalmente por Vince Edwards en 1958, pero esta grabación nunca fue publicada.

## Versión de Ray Peterson
En 1959, «The Wonder of You» fue publicado por primera vez como sencillo por Ray Peterson. La canción se convirtió en un éxito moderado en los Estados Unidos y en el Reino Unido,donde alcanzó las posiciones #25 y #23 respectivamente.

## Versión de Elvis Presley

### Antecedentes
El músico estadounidense Elvis Presley grabó una versión de la canción durante una presentación en el International Hotel en Las Vegas, Nevada el 18 de febrero de 1970. La canción fue publicada como sencillo junto con «Mama Liked the Roses» el 20 de abril de 1970 en los Estados Unidos y el 3 de julio de 1970 en el Reino Unido a través de RCA Records para promocionar al álbum en vivo de 1970, On Stage.
En 2016, una versión orquestal fue publicada como sencillo promocional para el álbum del mismo nombre.

### Rendimiento comercial
La canción se convirtió en un éxito comercial, alcanzando el puesto #1 en el Reino Unido, mientras que en los Estados Unidos, ambas canciones alcanzaron el puesto #9 en el Billboard Hot 100.En 2016 la compañía RCA y Legacy Recording publicaron un álbum compilatorio titulado The wonder of you, que además contiene en sus dos ediciones (standard y deluxe) el tema que da título al compilado. Dicho álbum se convirtió en uno de los más vendidos de 2016 en Inglaterra y entró a varias listas de varios charts alcanzando el puesto # 1 del Billboard Top Classical Albums ese mismo año y el # 5 al año siguiente.

## Otras versiones
- El músico británico Ronnie Hilton grabó la canción en 1959, alcanzando el puesto #22 en el UK Singles Chart.[13]
- A principios de los años 1960, the Platters grabaron la canción, la cual apareció en el álbum The Platters – 30 Golden Hits.[14]
- La banda estadounidense The Sandpipers grabaron una versión para su álbum de 1969 del mismo nombre.[15]